# Кальви, Роберто
Роберто Кальви (итал. Roberto Calvi; 13 апреля 1920[…], Милан — 17 июня 1982, Лондон) — итальянский банкир, близкий к Ватикану (за что его называли «банкиром Господа Бога»). Как председатель крупнейшего частного банка Италии Banco Ambrosiano оказался в центре скандала в связи с банкротством последнего в 1982 году и вскоре был найден мёртвым.

## Биография
Родился в Милане 13 апреля 1920 года в семье одного из руководителей Banca Commerciale Italiana. Получив бухгалтерское образование, в 1939 году поступил на факультет экономики и коммерции миланского университета Боккони, где также руководил отделением печати и пропаганды университетской группы Национальной фашистской партии. Не окончил образование из-за начавшейся Второй мировой войны. В 1940 году был мобилизован и воевал на Восточном фронте в 5-м полку новарских улан. После войны вернулся на работу в Banca Commerciale.
В 1947 году был принят на должность младшего служащего в Banco Ambrosiano. В 1971 году стал генеральным директором банка, в 1974 — вице-президентом, в 1975 — президентом. В 1982 году состоялось скандальное банкротство банка (размер долгов оценивался от 700 млн до 1,5 млрд долларов), в ходе расследования появилась информация об участии Banco Ambrosiano в «отмывании» денег мафии. Обвинения вызвали резкую общественную реакцию из-за тесных связей обанкротившейся структуры с банком Ватикана — Институтом религиозных дел (IOR). Кальви бежал из Италии, а 18 июня 1982 года его тело было обнаружено повешенным под мостом Блэкфрайерс в Лондоне.

## Расследование смерти
Римский судья по предварительным расследованиям Отелло Лупаккини (Otello Lupacchini) пришёл к выводу о самоубийстве Роберто Кальви. Однако в 1998 году, в рамках расследования против финансиста Флавио Карбони, а также уголовников Джузеппе Кало и Эрнесто Диоталлеви (Ernesto Diotallevi) (члена банды делла Мальяна), группа профессоров нескольких итальянских университетов получила задание прокуратуры провести новую экспертизу. В 2002 году они оформили заключение: тело Роберто Кальви было перенесено под мост Блэкфрайерс для имитации самоубийства уже после его смерти, а убит он был в доке, находящемся примерно в ста метрах от этого места.
Тем не менее 6 июня 2007 года кассационный суд Рима второй инстанции под председательством Марио Лучо д’Андриа (Mario Lucio d’Andria), не отрицая факта убийства Роберто Кальви, снял с Карбони, Кало и Диоталлеви обвинения в причастности к этому убийству.

## Версии
Авторы журналистского расследования Wojtyla segreto («Тайный Войтыла») Джакомо Галеацци (Giacomo Galeazzi) и Ферруччо Пинотти утверждали на основании попавших в их руки документов Ватикана и интервью с сыном Роберто, Карло Кальви, что ещё за несколько месяцев до своего побега банкир угрожал опубликовать секретные документы, раскрывающие незаконные финансовые операции католической церкви, и что при нём находились его письма нескольким прелатам и самому Папе Иоанну Павлу II, написанные в период с мая по июнь 1982 года, в которых, помимо прочего, содержалась информация о денежных переводах в адрес польского профсоюза Солидарность, а также отдельная коробка с документами, якобы раскрывавшими тайну террористического акта 2 августа 1980 года в Болонье. 3 декабря 1984 года еженедельник Panorama опубликовал интервью журналиста Роберто Канторе с предпринимателем Флавио Карбони, утверждавшим, что портфель с секретными документами Кальви якобы случайно, через третьих лиц, попал в его руки. Вдова Роберто Кальви Клара Канетти и его сын Карло также утверждали, что ещё в августе 1984 года Карбони устанавливал с ними контакт, и из его слов можно было сделать вывод, что он обладает некими бумагами покойного банкира.

## В культуре
- Об одной из версий смерти банкира Роберто Кальви повествует фильм «Крёстный отец 3» (1990). Одним из главных действующих лиц фильма стал банкир Ватикана Фредерик Кайнциг (прототипом которого послужил Роберто Кальви). Роль банкира сыграл австрийский актёр Хельмут Бергер. В фильме банкир был убит по приказу мафиозной семьи Корлеоне.
- Судьбе Кальви посвящён фильм Джузеппе Феррары «Банкиры Бога» (2002).